# Колорадска пясъчна игуана
Колорадските пясъчни игуани (Uma notata) са вид влечуги от семейство Phrynosomatidae.
Разпространени са в песъчливи местности в пустините в северозападно Мексико и югозападните части на Съединените американски щати. Те са яйцеснасящи и заравят яйцата си в пясъка.